# Aguilares (Argentine)
Pour les articles homonymes, voir Aguilares.
Aguilares est une ville du sud de la province de Tucumán en Argentine.

## Description
La population y était de 35 162 habitants en 2012.